# 원당로 (안성시)
원당로(Wondang-ro)는 경기도 안성시 원곡면에 있는 도로로, 총 연장은 3.827 km이다. 만수로와 마찬가지로 지방도 제302호선의 일부를 이룬다. 당 도로명의 유래는 옛 지명인 "원당"을 이용하여 명명되었다.

## 역사
- 2008년 12월 3일 : 도로명으로 원당로를 고시

## 지리

### 주요 경유지
- 안성시
  - 원곡면 (칠곡리 - 반제리)

### 접촉하는 도로
- 교차 가능 도로 : 만세로, 덕봉서원로, 중간길
- 교차 불가 도로 : 남북대로

### 주변 시설
- 엔투텍 (원당로 157/칠곡리 788-8)
- 대덕산업 (원당로 158/칠곡리 787-7)
- 대영이앤아이 (원당로 228/반제리 259-3)
- 레고켐제약 (원당로 354/반제리 40-8)